# Ogham (Unicode)
Ogham è un blocco Unicode. È costituito da 29 caratteri compresi nell'intervallo U+1680-U+169F.
Comprende i simboli dell'alfabeto ogamico.

## Tabella compatta di caratteri

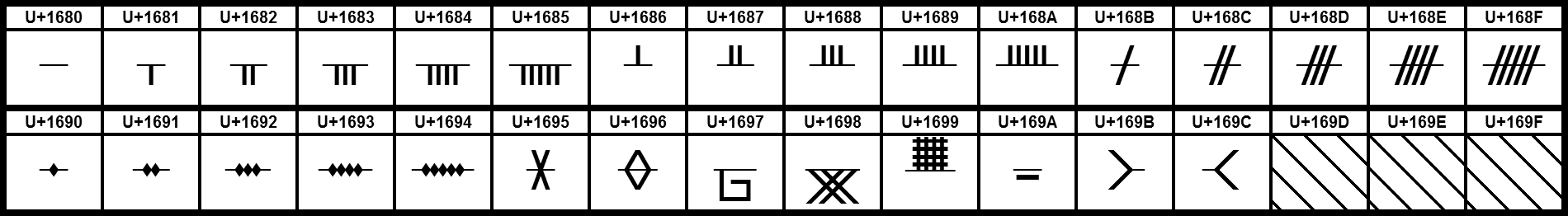
Ogham

|     | 0 | 1 | 2 | 3 | 4 | 5 | 6 | 7 | 8 | 9 | A | B | C | D | E | F |
| --- | - | - | - | - | - | - | - | - | - | - | - | - | - | - | - | - |
| 168 |   | ᚁ | ᚂ | ᚃ | ᚄ | ᚅ | ᚆ | ᚇ | ᚈ | ᚉ | ᚊ | ᚋ | ᚌ | ᚍ | ᚎ | ᚏ |
| 169 | ᚐ | ᚑ | ᚒ | ᚓ | ᚔ | ᚕ | ᚖ | ᚗ | ᚘ | ᚙ | ᚚ | ᚛ | ᚜ |   |   |   |